# Đại Đồng, Nghệ An
Đại Đồng là một xã thuộc tỉnh Nghệ An, Việt Nam. Xã được hình thành trên cơ sở sáp nhập thị trấn Dùng và các xã Đồng Văn, Thanh Ngọc, Thanh Phong, Đại Đồng của huyện Thanh Chương trong đợt Sáp nhập tỉnh thành Việt Nam 2025.

## Địa lý
Xã Đại Đồng có vị trí địa lý:
- Phía Đông giáp xã Thuần Trung;
- Phía Nam giáp xã Xuân Lâm và xã Hoa Quân;
- Phía Tây giáp xã Tam Đồng và xã Hoa Quân;
- Phía Bắc giáp xã Thuần Trung.

Xã Đại Đồng có diện tích tự nhiên 77,87 km².

## Lịch sử
Dưới thời nhà Nguyễn, Đại Đồng là tên một tổng thuộc huyện Thanh Chương.
Sau Cách mạng Tháng Tám năm 1945, địa bàn tổng Đại Đồng được chia thành hai xã Đại Đồng và Đồng Văn. Đến năm 1954, xã Đại Đồng lại chia thành 5 xã: Thanh Hưng, Thanh Văn, Thanh Tường, Thanh Đồng và Thanh Phong.
Ngày 24 tháng 3 năm 1969, Bộ Nội vụ ban hành Quyết định số 159/QĐ-NV. Theo đó, sáp nhập hai xã Thanh Hưng và Thanh Văn thành xã Bình Dương. Tuy nhiên, đến năm 1971, xã Bình Dương lại chia thành hai xã Thanh Hưng và Thanh Văn như cũ.
Trước khi sáp nhập, xã Thanh Hưng có diện tích 6,36 km², dân số là 4.400 người, mật độ dân số đạt 692 người/km². Xã Thanh Văn có diện tích 6,47 km², dân số là 5.600 người, mật độ dân số đạt 866 người/km². Xã Thanh Tường có diện tích 3,00 km², dân số là 3.300 người, mật độ dân số đạt 1.100 người/km².
Ngày 17 tháng 12 năm 2019, Ủy ban Thường vụ Quốc hội ban hành Nghị quyết 831/NQ-UBTVQH14 về việc sắp xếp các đơn vị hành chính cấp xã thuộc tỉnh Nghệ An (nghị quyết có hiệu lực từ ngày 1 tháng 1 năm 2020). Theo đó, sáp nhập toàn bộ diện tích và dân số của ba xã: Thanh Hưng, Thanh Tường và Thanh Văn để tái lập xã Đại Đồng.
Ngày 16 tháng 6 năm 2025, xã Đại Đồng được thành lập theo Nghị quyết số 1678/NQ-UBTVQH15 của Ủy ban Thường vụ Quốc hội Việt Nam, ban hành ngày 16 tháng 6 năm 2025. Theo đó, sắp xếp toàn bộ diện tích tự nhiên, quy mô dân số của thị trấn Dùng và các xã Đồng Văn, Thanh Ngọc, Thanh Phong, Đại Đồng thuộc huyện Thanh Chương trước đây thành một xã mới có tên gọi là xã Đại Đồng.
Sau sắp xếp xã có diện tích tự nhiên: 77,87 km², quy mô dân số: 63.131 người.